# Callus (celbiologie)

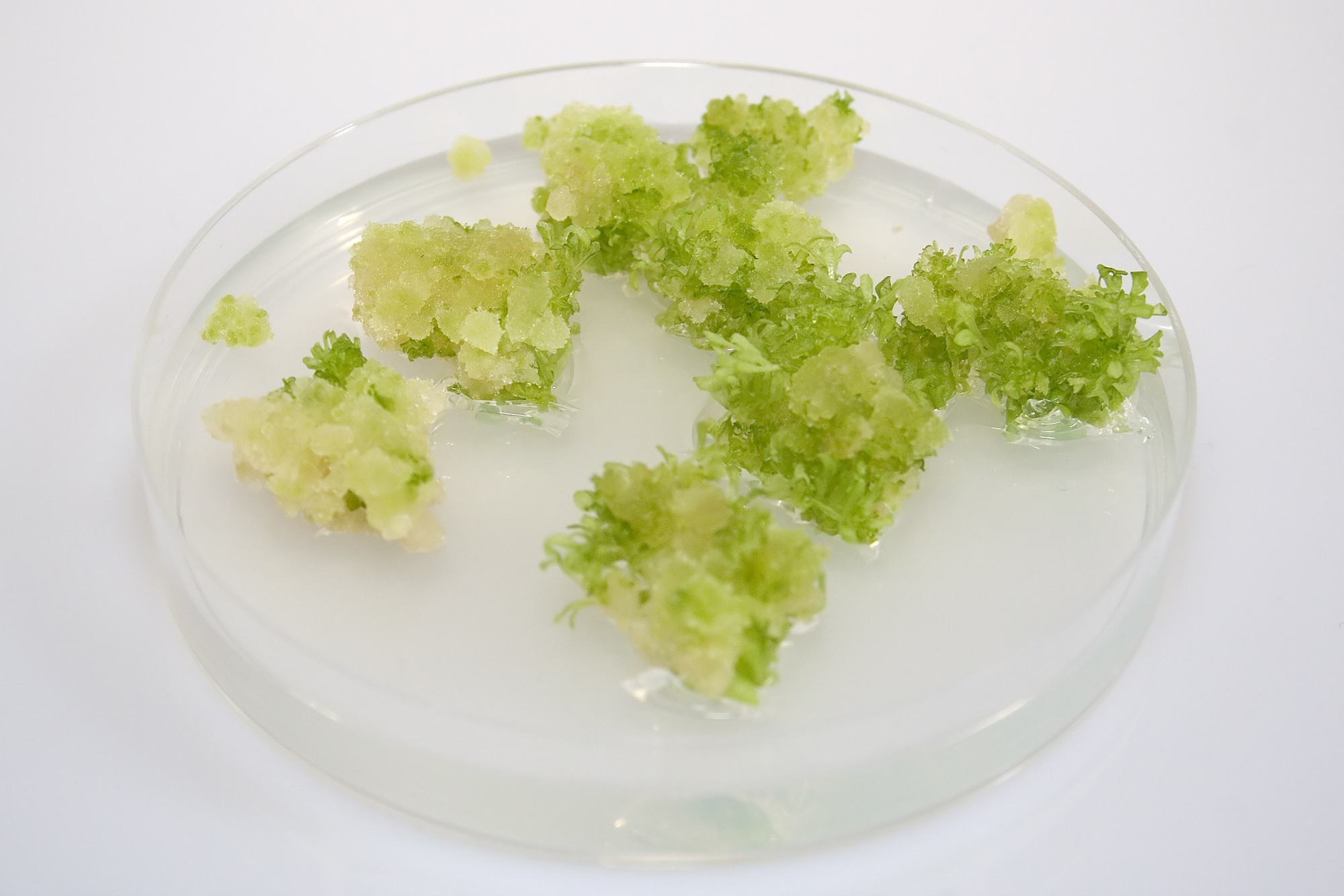
Calluscultuur van Nicotiana tabacum

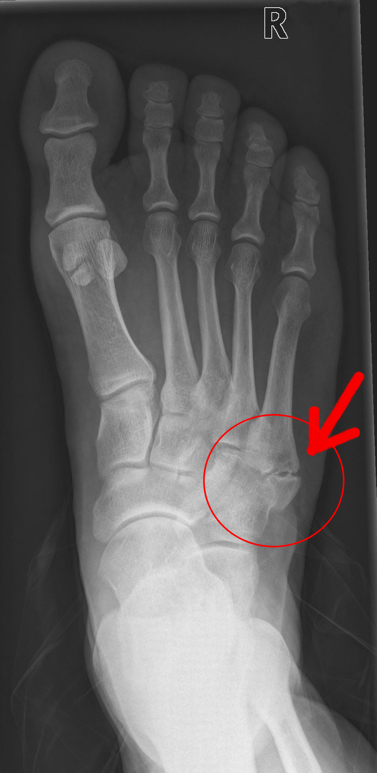
Pseudartrose aan de rechtervoet ter hoogte van het vijfde middenvoetsbeentje (basis metatarsalis V)

Callus bestaat uit ongedifferentieerde, totipotente parenchymcellen. Een callus ontstaat van nature op verwond plantenweefsel. In biologisch en biotechnologisch onderzoek kan de vorming van een callus geïnduceerd worden. Hiervoor neemt men een stukje plantenweefsel of een enkele plantencel (het explantaat), dat uitgeplaat wordt op steriel kweekmedium (in een gesloten kweekvat zoals een petrischaal).

## Planten
Callus ontwikkelt zich onder laboratoriumomstandigheden door celdeling (mitose) uit een stukje plantenweefsel of uit een enkele plantencel, dat op een voedingsbodem voor callusgroei wordt gelegd. In de voedingsbodem moeten bepaalde hormonen zitten, die in kokosmelk voorkomen. Tegenwoordig worden kunstmatig gemaakte hormonen gebruikt.
Door aan het klompje callusweefsel bepaalde plantenhormonen toe te voegen, gaan de cellen zich differentiëren en kan er een spruitje gevormd worden. Na toevoeging van weer andere hormonen gaat het spruitje worteltjes vormen.
In weefselkweek wordt voor de vermeerdering wel gebruikgemaakt van callusvorming.

## Overig
Bij de genezing van een fractuur ontstaat eerst een verbinding van bindweefsel tussen de twee botgedeelten (fibreuze callus). Daarna ontstaat er een klomp bot (ossale (benige) callus) om de plek van de botbreuk heen. In de loop van maanden wordt deze callus weer afgebroken en op deze wijze wordt de structuur van het bot hersteld. Indien de callus niet verbeent, kan een pseudoartrose ontstaan.